# Santiago Pérez
Pour les articles homonymes, voir Santiago Pérez (homonymie), Pérez et Fernandez.
Pérez  Fernández est un nom espagnol. Le premier nom de famille, en général paternel, est Pérez ; le second, en général maternel, souvent omis, est Fernández.
Santiago Pérez Fernández est un coureur cycliste espagnol né le 5 août 1977 à Grado. Professionnel depuis 2001, il a été contrôlé positif à la transfusion sanguine après avoir pris la deuxième place du Tour d'Espagne 2004. Il a fait son retour en 2007 dans l'équipe Relax-GAM après deux ans de suspension. En 2011, il arrête sa carrière.

## Biographie
Santiago Pérez est passé professionnel en juin 2001 dans l'équipe Barbot-Torrie. Fort d'une victoire d'étape sur le Tour du Portugal, il signe pour la Kelme-Costa Blanca en 2002. Il ne gagne pas mais obtient une prometteuse quatrième place au Tour de Romandie. Il participe au Tour d'Italie et au Tour de France, deux épreuves au cours desquelles il abandonne sans autre résultat notable qu'une deuxième place derrière Stefano Garzelli lors de la difficile 5e étape au sommet du Limone Piemonte.
En 2003, Santiago Pérez est recruté par la formation suisse Phonak. Sixième de la Semaine catalane en début de saison, il participe à son premier Tour d'Espagne, qu'il termine en 44e position.
L'année suivante, après diverses places d'honneur au Tour d'Andalousie (10e) et au Tour d'Aragon (7e), il réalise à la surprise générale les meilleures performances de sa carrière lors du Tour d'Espagne. Il finit parmi les favoris lors de la seule étape de montagne de la première semaine et puis termine 53e du contre-la-montre de la huitième étape remportée par son coéquipier Tyler Hamilton. Perez est alors 23e au classement général. Après deux autres étapes de montagne, il se rapproche au classement, mais demeure à plus de 4 minutes du leader Floyd Landis. Il réalise une première performance impressionnante lors de la 12e étape durant laquelle il ne concède que 34 secondes à Roberto Heras pour prendre la deuxième place à l'Observatoire de Calar Alto, à plus de 2 000 mètres d'altitude. Deux jours plus tard, il remporte à Grenade une étape difficile, grâce à une attaque dans l'ascension de l'Alto de Monachil, avec 45 secondes d'avance sur les favoris. Remonté à la sixième place du classement général, il s'impose à nouveau le lendemain lors du contre-la-montre de près de 30 kilomètres en pente, menant à la station de Sierra Nevada. Fort d'une avance de plus d'une minute sur Alejandro Valverde (2e) et d'une minute et cinquante-et-une seconde sur le leader Roberto Heras, il accède au podium. Alors que Perez aborde la dernière semaine en position d'outsider sérieux pour la victoire finale, l'on apprend que son coéquipier Tyler Hamilton, ayant abandonné quelques jours plus tôt, a fait l'objet d'un contrôle positif lors de sa victoire sur le premier contre-la-montre individuel, ainsi que lors des Jeux olympiques à Athènes dans cette même discipline, dans laquelle il a obtenu la médaille d'or. Malgré cette affaire touchant son équipe, Santiago Pérez garde un esprit offensif. Après avoir suivi Heras dans la montée vers la station de ski de La Covatilla, il attaque le porteur du maillot or pour prendre la deuxième place de l'étape avec près de 30 secondes d'avance sur ce dernier. Surtout, Valverde finissant plus deux minutes plus tard, Pérez accède à la deuxième place du classement général. Amenuisant à nouveau son retard sur Heras de 30 secondes trois jours plus tard, il se présente au départ de la dernière étape, un contre-la-montre de 28 kilomètres, comme une sérieux concurrent pour la victoire finale. Il s'impose, pour la troisième fois sur cette Vuelta, mais son avance de 13 secondes sur Heras n'est pas suffisante pour l'emporter au général. Il termine tout de même à une seconde place inattendue.
Cette grande surprise est très vite entachée. En effet, à la fin du mois d'octobre, l'UCI annonce qu'un contrôle antidopage réalisé le 5 octobre (soit dix jours après la fin du Tour d'Espagne) révèle que le coureur a eu recours à une transfusion sanguine, comme Tyler Hamilton quelques semaines plus tôt.
Suspendu deux ans, Pérez fait son retour dans le peloton professionnel en 2007, dans l'équipe espagnole Relax-GAM. À partir de 2011, il porte les couleurs de l'équipe portugaise Barbot-Efapele.

## Palmarès

### Palmarès amateur
| - 2000 - 2e étape du Tour du Portugal de l'Avenir - Tour de Tenerife : - Classement général - 1re, 2e, 4e et 5e étapes - Tour du Goierri - 2e de la Clásica de Lasarte-Oria - 2e du Tour du Portugal de l'Avenir | - 2001 - 5e étape du Tour de Navarre - 3e du Trophée Eusebio Vélez |  |

### Palmarès professionnel
- 2001
  - 7e étape du Tour du Portugal
- 2002
  - 4e du Tour de Romandie
- 2004
  - 14e, 15e (contre-la-montre) et 21e (contre-la-montre) étapes du Tour d'Espagne
  - 2e du Tour d'Espagne
- 2008
  - 3e du Grande Prémio Crédito Agrícola de la Costa Azul
- 2010
  - Subida al Naranco
  - Grand Prix Liberty Seguros :
    - Classement général
    - 2e étape

  - 3e du Trophée Joaquim Agostinho
- 2011
  - GP Llodio

## Résultats sur les grands tours

### Tour de France
2 participations
- 2002 : abandon (11e étape)
- 2004 : 49e

### Tour d'Italie
1 participation
- 2002 : abandon (8e étape)

### Tour d'Espagne
3 participations
- 2003 : 44e
- 2004 : 2e, vainqueur des 14e, 15e (contre-la-montre) et 21e (contre-la-montre) étapes
- 2007 : 65e

## Classements mondiaux
| Année           | 2008 | 2009 | 2010 | 2011 |
| --------------- | ---- | ---- | ---- | ---- |
| UCI Europe Tour | 704e | 364e | 88e  | 152e |